# Bo Ramviken
Bo Ramviken, född 20 maj 1924 i Sundsvall, död 20 februari 2013, var en svensk kyrkomusiker. Ramviken, som var musikdirektör, var kyrkomusiker i Skövde 1954–1987. Ramviken har bland annat komponerat koralen till psalm 444 "Mycket folk kring Jesus var" i Den svenska psalmboken 1986.

## Priser och utmärkelser
- 1980 – Medaljen för tonkonstens främjande